# تک گروه R1b
تک گروه R1b (R-M343)، که پیشتر با نام‌های Hg1 و Eu18 شناخته می‌شد، یک هاپلوگروه کروموزوم Y انسانی است.این هاپولگروپ در کنار R1a دو هاپلوگروپ اقوام هندواروپایی نژاد هستند.
این نسب بیشتر در اروپای غربی و همچنین برخی از مناطق روسیه (مانند باشقیرها) و مناطق آفریقای مرکزی (مانند بخش‌هایی از چاد و در میان گروه‌های قومی اقلیت چادی‌زبان کامرون) وجود دارد. کلاد همچنین در فرکانس‌های پایین‌تر در سراسر اروپای شرقی، آسیای غربی، و همچنین بخش‌هایی از شمال آفریقا، آسیای جنوبی و آسیای مرکزی وجود دارد.
R1b دو شاخه اصلی دارد: R1b1-L754 و R1b2-PH155. R1b1-L754 دارای دو زیر شاخه اصلی است: R1b1a1b-M269 که در اروپای غربی غالب است و R1b1b-V88 که امروزه در بخش‌هایی از آفریقای مرکزی رایج است. شاخه دیگر، R1b2-PH155، بسیار نادر و به شکل گسترده پراکنده‌است که نتیجه‌گیری در مورد منشأ آن دشوار است. این شاخه در بحرین، هند، نپال، بوتان، لداخ، تاجیکستان، ترکیه و غرب چین یافت شده‌است.
بر پایه پژوهشهای DNA باستانی، بیشتر دودمان‌های R1a و R1b از دریای خزر همراه با زبان‌های هند و اروپایی گسترش یافته‌اند. 

## منشأ و پراکندگی

پژوهشهای ژنتیکی انجام شده از سال ۲۰۱۵ نشان داده‌است که فرهنگ یمنا که تصور می‌شود در مراحلی از زبان پروتو-هند و اروپایی صحبت می‌کرده‌است، حامل R1b-L23 است.

دیرینگی R1 توسط تاتیانا کارافت و همکاران (۲۰۰۸) میان ۱۲۵۰۰ تا ۲۵۷۰۰ پیش از میلاد تخمین زده شده‌است، و به احتمال بسیار حدود ۱۸۵۰۰ سال پیش روی داده‌است. از آنجایی که نخستین نمونه شناخته شده در حدود ۱۴۰۰۰ پیش از میلاد تاریخ گذاری شده‌است و متعلق به R1b1 (R-L754) است، R1b باید نسبتاً زود پس از ظهور R1 پدید آمده باشد.

## سلامتی
پژوهشها نشان داده‌است که هاپلوگروپ R1b می‌تواند اثر محافظتی بر روی سیستم ایمنی داشته باشد. به هر روی، پژوهشهای بعدی تأیید کرده‌اند که کروموزوم Y تأثیر بسیار محدودی بر بیماری عروق کرونر (CAD) دارد، برای نمونه، و اینکه ارتباط ادعا شده قبلی میان هاپلوگروپ‌های کروموزوم Y و سلامتی از نظر علمی به دور است.